# Мрежа за радио достъп
Мрежа за радио достъп (МРД, на английски: Radio access network или RAN) е радио частта от дадена мрежа за мобилни комуникации. По принцип МРД се намира между крайните устройства (като мобилен телефон, компютър или всяка отдалечено управлявана машина) и основната мрежа (на английски: core network или CN). Според използвания стандарт, мобилните телефони и други безжични устройства могат да се означат като потребителско оборудване (на английски: user equipment или UE), терминално оборудване, мобилна станция (на английски: mobile station или MS) и др.
Функционалността на RAN обикновено се осигурява от специални чипове, намиращи се както в основната мрежа, така и в потребителското оборудване. Вижте следната диаграма:
```
   CN
  / ⧵
  /  ⧵
 RAN  RAN
 / ⧵  / ⧵
UE UE UE UE

```

Примери за типове мрежи за радио достъп са:
- GRAN: радио мрежа за достъп от тип GSM
- GERAN: по същество същото като GRAN, но включва пакетни радио услуги тип EDGE
- UTRAN: мрежа за радио достъп от тип UMTS
- E-UTRAN: Дългосрочна еволюция (на английски: Long Term Evolution или LTE) – мрежа за радио достъп с висока скорост и ниско закъснение

Възможно е едно устройство (телефон и .т.н.) да бъде едновременно свързано към множество мрежи за радио достъп; то понякога се нарича устройство с двоен режим. Например, обичайно е телефоните да поддържат както GSM, така и UMTS (известни още като „3G“) технологии за радио достъп. Такива устройства безпроблемно прехвърлят текущото повикване между различни мрежи за радио достъп, без потребителят да забележи смущения в услугата.
През 2021 г. някои фирми очакват навлизане на отворени стандарти в RAN, чрез OpenRAN.